# Sdružení obcí mikroregionu Hlinecko
Sdružení obcí mikroregionu Hlinecko je dobrovolný svazek obcí v okresu Chrudim, jeho sídlem je Hlinsko a jeho cílem je další rozvoj měst a obcí, které se stanou členy svazku obcí, jejich vyrovnání evropským standardům a vývojovým trendům 21. stol. ve všech oblastech lidského života. Rozhodující problémy, které bude svazek řešit – zjm. snižování nezaměstnanosti, zlepšování životního prostředí, rozvoj ekonomiky, infrastruktury, cestovního ruchu a dalších oblastí, jež korespondují s cíli a posláním svazku.. Sdružuje celkem 28 obcí a byl založen v roce 2001.

## Obce sdružené v mikroregionu
- Bojanov
- Dědová
- Hamry
- Hlinsko
- Hodonín
- Holetín
- Horní Bradlo
- Chlumětín
- Jeníkov
- Kameničky
- Kladno
- Krásné
- Krouna
- Miřetice
- Mrákotín
- Otradov
- Pokřikov
- Raná
- Studnice
- Svratouch
- Tisovec
- Trhová Kamenice
- Včelákov
- Vítanov
- Vojtěchov
- Vortová
- Všeradov
- Vysočina